# 2000-річний ялівець на мисі Сарич

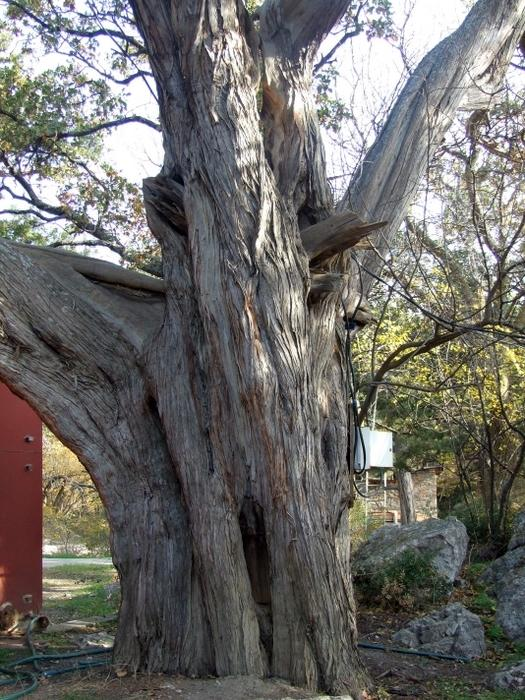
2000-річний ялівець на мисі Сарич

2000-річний ялівець на мисі Сарич. Найстаріший ялівець Європи. Найстаріше дерево України. Обхват 4,90 м. Висота 15 м. Вік понад 2000 років. Зростає недалеко від дороги при заїзді на мис Сарич (Крим), біля руїн лісового кордону «Сарич». Незважаючи на всі зусилля Київського еколого-культурного центру в 2012—2013 рр., дерево так і не вдалося заповісти через саботування Севастопольської міської адміністрації. Дерево знаходилося в приватному володінні, за деякими даними, молодшого сина Президента України В. Януковича, і тому, незважаючи на всі узгодження, воно досі не має статусу ботанічної пам'ятки природи. Зважаючи на виняткову унікальність дерева, його необхідно терміново заповісти, захистити, поставити три підпори під гілки.

## Ресурси Інтернету
- Фотогалерея самых старых и выдающихся деревьев Украины  [Архівовано 8 квітня 2014 у Wayback Machine.]

## Виноски
1. 1 2   Шнайдер С. Л., Борейко В. Е., Стеценко Н. Ф. 500 выдающихся деревьев Украины. — К.: КЭКЦ, 2011. — 203 с.